# El Salitre, Morelos
El Salitre är en ort i Mexiko.   Den ligger i kommunen Ayala och delstaten Morelos, i den sydöstra delen av landet, 90 km söder om huvudstaden Mexico City. El Salitre ligger 1 147 meter över havet och antalet invånare är 1 104.
Terrängen runt El Salitre är huvudsakligen kuperad, men den allra närmaste omgivningen är platt. Runt El Salitre är det ganska tätbefolkat, med 239 invånare per kvadratkilometer. Närmaste större samhälle är Cuautla Morelos, 15,2 km norr om El Salitre. Omgivningarna runt El Salitre är en mosaik av jordbruksmark och naturlig växtlighet.